# Circonscription de Sibu Sire
La circonscription de Sibu Sire est une des 177 circonscriptions législatives de l'État fédéré Oromia, elle se situe dans la Zone Est Welega. Sa représentante actuelle est Rabiya Isa Binegde.